# Polizeibericht Überfall
Accidente (en alemán Polizeibericht Überfall) es un cortometraje de cine alemán de vanguardia dirigido por Ernö Metzner en 1928. Estuvo prohibido en Alemania dado que muestra las desgracias que trae el dinero, lo que se consideraba podía tener un efecto desmoralizador sobre la sociedad. Forma parte del cine mudo, que permaneció activo hasta finales de la década de 1920.

## Argumento
Un hombre se detiene en la calle para recoger una moneda, pero acaba siendo atropellado por accidente. La moneda llega a las manos de otro hombre, en este caso el protagonista, a quien desde el momento en que la recoge, le trae desgracias. Es perseguido por una persona que le quiere robar tras entrar en un bar para jugar a los dados.
En su intento de no ser robado, se encuentra con una prostituta, que también quiere robarle el dinero e incluso puede resultar herido por el amigo de la mujer con un cuchillo. 
Al final, le acaban robando y unos policías lo encuentran golpeado, y lo llevan al hospital.

## Significado y sentido
El director de este cortometraje, empezó a trabajar en el año 1927, siendo uno de sus primeros trabajos personales. No tuvo mucho éxito ni fama y acabó exiliado en Estados Unidos en el año 1936.
El expresionismo nació como reacción al impresionismo, donde le daba el protagonismo al que miraba ese arte tan personal. Importaba la expresión del artista y la impresión que le dejaba al público. Apareció entonces una lucha interna y externa entre el deber y el querer, mientras el cine mostraba villanos, tiranos, asesinos y personas poseídas que seguían órdenes.
El director, utilizó el movimiento Nueva Objetividad para mostrar la sociedad interesada que había quedado en Alemania por culpa de los desastres de la guerra. De esto trataba el movimiento, de mostrar la sociedad desde un punto de vista objetivo, sin emociones.
Deja muchas señales y una idea clara: el dinero es maldito. En un breve lapso se presentan los vicios de la gente en una sociedad "gris" y todo lo que harían por conseguir dinero, cruzando el límite entre cordura y locura. En la época, se llegó a pensar que la mujer lleva por mal camino al hombre y eso también queda reflejado por la prostituta que detiene al protagonista y lo invita a pasar. 
Se le echa la culpa de todos los males al dinero, tal y cómo lo muestra la pesadilla con imágenes distorsionadas del hombre en el hospital.
Este cortometraje muestra cómo a partir de 1928, tomando ejemplo de las películas rusas, los directores comenzaron a filmar películas progresistas y a familiarizar a la gente con las críticas sociales desde el cine. Accidente es un filme de propaganda para el partido social demócrata. Representa una rebelión contra las normas. Muestra el caos sin aceptar que el sometimiento a la autoridad es la manera de salir de él. A pesar de la corta duración de Accidente, muestra los vicios, interés, maldad, maldición del dinero. Era una manera de dar a entender a las personas que tenían que votar a la derecha, para evitar los males ya mencionados. De esta manera, se utilizó un medio muy hábil para que el partido hiciera llegar su mensaje, aprovechando el interés de los ciudadanos por el cine como elemento de distracción.

## Contexto histórico

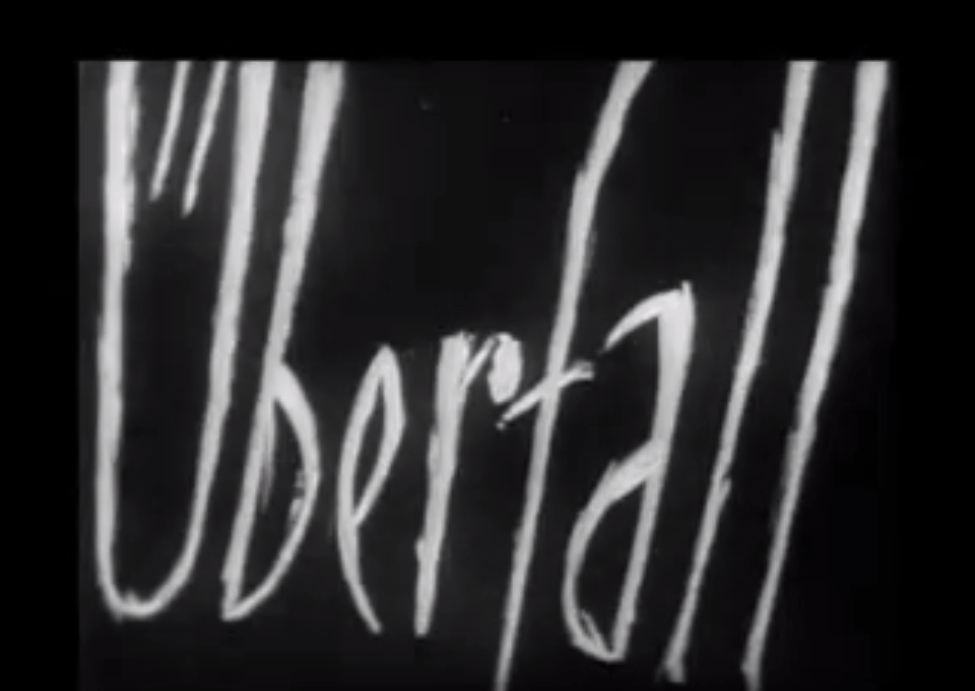
Informe policial: Asalto

Tras la finalización de la Primera Guerra Mundial en 1918, los desastres se reflejaban en todos los ámbitos de la sociedad alemana, pero a partir de la década de 1920, la sociedad comienza a ser optimista e incluso se llegó a decir que la República de Weimar sobrevivió en el cine.
Acabada la Gran Guerra, Alemania quedó devastada por la guerra y por sus consecuencias. Tras el Tratado de Versalles, Alemania asumió toda la culpa de la guerra y tenía que pagar las reparaciones, mientras era humillada e intentaba recuperarse. Hubo muchos muertos, hambre y finalmente el emperador fue destituido, empezando así la revolución y la República de Weimar en 1918. Este período, aunque democrático, se caracterizó por la gran inestabilidad política y social, en el que se produjeron golpes de estado militares y derechistas, intentos revolucionarios por parte de la izquierda y fuertes crisis económicas. Esta revolución se convirtió en una Guerra civil no declarada que llevó a la frustración de planes y al caos. La salida en aquel momento era la democracia, aunque había numerosas confrontaciones entre comunistas y republicanos. 
En los años 20, a pesar de los problemas, las cosas empezaron a mejorar gracias a la industria y a las fábricas, la gente se veía más feliz y estaba disfrutando de lo que les ofrecía la cultura. En el cine empezaron a aparecer mujeres felices y guapas, gente enamorada, utopías, rebeliones de los hijos contra los padres estrictos, como una forma revolucionaria. Se usaron efectos especiales, de misterio, magia, deseo y romance. De esta manera, los directores empezaron a tratar de dar una forma subjetiva al cine, analizando la psique colectiva y liberando la pantalla. Los que importaban eran los espectadores, no los actores. La gente estaba tratando se descubrirse a sí mismo y a pesar de querer mostrar la sociedad tal y cómo era, también había películas que borraban los límites entre la locura y la autoridad, mientras que otros intentaban guiar la mente del público dándoles pistas.
Empezando el periodo de estabilización que estaban intentando mantener tras varios golpes, el primer presidente socialdemócrata, Friedrich Ebert, estaba consolidando leyes más liberales, mientras los grupos de derecha esperaban. La espera acabó cuando el ministro de asuntos exteriores, un judío liberal, fue asesinado en junio de 1922. Como respuesta por parte de la izquierda se dijo: “El enemigo está en la derecha”. Lo que no sabían los izquierdistas es que su periodo de triunfo iba a acabar, por culpa de la Hiperinflación producida en 1923 por el aumento de cantidad de moneda para poder pagar las reparaciones de guerra y establecer la economía. De esta manera, la moneda alemana fue tan poco valorada, que no valía casi nada y como consecuencia se perdieron negocios y se disparó el paro. Ese periodo negro, ayudó a los derechistas a levantarse dentro de los partidos políticos. El pueblo se dio cuenta de que el liberalismo no daba una salida a la crisis y prefirió a la derecha. En las elecciones de 1928, el partido más votado seguía siendo el socialdemócrata y entre los menos votados estaba el partido Nazi. Pero en 1929, surgió algo peor que la hiperinflación: el Crack de la bolsa de Nueva York que provocó una crisis mundial. Esto orientó aún más a Alemania hacia el partido derechista. Tras esto, se volvió al expresionismo y se representaba la lucha de los trabajadores. “El que acaba teniendo dinero es el que mala suerte tiene”.
En 1930 surgió el cine sonoro que revolucionó el mundo, pero las elecciones de los años 30 lo mostraron todo, los más elegidos eran los demócratas, pero los nazis pasaron a estar en el segundo partido más elegido Esta crisis representada, hizo que los demócratas cayeran y subieran al poder los nazis. Lang dijo: “El director no es dictador, solo muestra el camino mediante la guía de la mente”.
En las elecciones del año 1932, los nazis salieron ganadores y esto representó la llegada al poder de Hitler en 1933. Las elecciones de 1933 (el mismo periodo en el que acaba la República de Weimar)  fueron adelantadas con el objetivo de dotar al gobierno de una mayoría parlamentaria viable para poder gobernar en solitario y poner fin al período de estancamiento parlamentario iniciado en septiembre de 1930, que había llevado a un estado caótico, en el que el presidente Paul von Hindenburg designaba y destituía cancilleres por decreto, perdiendo el Reichstag cada vez más poder.
Pese a que el gobierno permitió por última vez que fuerzas opositoras se presentaran a los comicios, incluyendo el Partido Comunista (KPD), las elecciones no fueron completamente libres y se realizaron en el marco una atmósfera violenta, restringiendo el gobierno severamente el margen de maniobra de la oposición. El Partido Nazi abusó de los recursos del Estado para financiar su campaña y recurrió a la intimidación directa y a inspirar temor hacia «una guerra civil causada por los comunistas». Durante la campaña, se produjo el incendio de la sede del Reichstag, que el gobierno de Hitler utilizó como excusa para culpar a los comunistas y aprobar un decreto de estado de emergencia que le permitía arrestar a líderes opositores, incluso a los que gozaran de inmunidad parlamentaria.
El caos tentó a la población a votar por la derecha, queriendo salir de la crisis. Por esto, se desató la Segunda Guerra Mundial desencadenando también ataques racistas y la eliminación sistemática de judíos, eslavos, polacos, gitanos, etc.